# Tom Gruber
Thomas Robert “Tom” Gruber (nacido en 1959) es un informático, inventor y emprendedor estadounidense dedicado a los sistemas para el intercambio de conocimiento y la inteligencia colectiva. Hizo contribuciones fundacionales a la ingeniería ontológica y es conocido por su definición de «ontología» en el contexto de la inteligencia artificial.

## Biografía
Gruber estudió psicología e informática en la Universidad Loyola Nueva Orleans, donde recibió un doble Bachelor of Science (título de grado) en 1981, graduándose summa cum laude. Diseñó e implementó un sistema de instrucción asistida por ordenador para cursos universitarios. Fue el primero de su clase en la universidad, y se utiliza habitualmente en el departamento de Psicología para cursos introductorios. En 1984, obtuvo su maestría en Ciencias Informáticas y de la Computación en la Universidad de Massachusetts Amherst. Para su proyecto de fin de maestría, diseñó e implementó un asistente inteligente de comunicación prostética para personas con discapacidad física severa que no podrían expresarse en lenguaje natural en forma visual, escrita o hablada. Cuatro años después, en 1988, en la Universidad de Massachusetts Amherst, recibió el doctorado en Ciencias Informáticas y de la Computación con la tesis La adquisición del conocimiento estratégico. Su tesis abordó un problema crítico para la adquisición de conocimiento con inteligencia artificial, mediante un asistente informático que adquiere conocimiento estratégico de personas expertas.
Entre 1988 y 1994, fue asistente investigador en el Laboratorio de Sistemas de Conocimiento del Departamento de Ciencias Informáticas de la Universidad Stanford. Trabajó en los proyectos How Things Work (Cómo funcionan las cosas), SHADE y Knowledge Sharing Technology (Tecnologías de intercambio de conocimiento). En 1994 pasó a ser director de proyecto y propuso y diseñó varios proyectos en Internet para crear entornos virtuales para el aprendizaje y el trabajo colaborativo (para ARPA, NASA y NIST). Durante esta época, también propuso un plan de negocio para la formación empresarial. En 1995, fundó Intraspect Software, donde ocupó el puesto de director tecnológico (CTO).
Desde 2019 es asesor estratégico de la compañía de inteligencia artificial Sherpa.
Gruber ha formado parte de consejos editoriales de las publicaciones "Knowledge Acquisition", "IEEE Expert" y "International Journal of Human-Computer Studies".

## Obras
La investigación de Gruber en los años 1990 abordó el campo del desarrollo de software de inteligencia conectada para asistir el aprendizaje y la colaboración entre personas. Se especializó en la adquisición y la representación del conocimiento, el trabajo colaborativo asistido por ordenador, la comunicación virtual y la tecnología de intercambio de conocimiento.
En 1994, fue responsable de la creación de Hypermail, un programa de creación de mensajes de correo electrónico en la web que tuvo un notable uso tras ser reescrito por otro programador.
En 2007, Gruber cofundó Siri Inc., empresa que creó el asistente virtual y navegador de conocimiento Siri. La empresa fue adquirida por Apple en 2010, y Siri en la actualidad es una parte integral de iOS.

## Publicaciones
Gruber ha publicado varios artículos y algunos libros, tales como:
- Thomas R. Gruber (1989). The Acquisition of Strategic Knowledge [La adquisición de conocimiento estratégico]. Perspectives in Artificial Intelligence 4. Academic Press. ISBN 9780123047540.
- 1992. "Toward Principles for the Design of Ontologies Used for Knowledge Sharing" (Hacia unos principios para el diseño de ontologías para el intercambio de conocimiento), en International Journal Human-Computer Studies. Vol 43, p. 907-928.
- 1993. "A Translation Approach to Portable Ontology Specifications", en: Knowledge Acquisition, 5(2):199-220, 1993
- 2008, Ontology. Entry in the Encyclopedia of Database Systems, Ling Liu and M. Tamer Özsu (Eds.), Springer-Verlag, to appear in 2008.